# Göran Lindeblad
Göran Bertil Valdemar Lindeblad, född 31 oktober 1934 i Halmstad i Hallands län, död 26 juli 2018 i Saltsjöbadens distrikt i Stockholms län, var en svensk ekonom, företagsledare och golfspelare.

## Biografi
Göran Lindeblad var son till överstelöjtnanten Bertil Lindeblad och Aina, ogift Ekman. Han studerade vid University of Wisconsin i USA 1957–1958 och diplomerades från Handelshögskolan i Göteborg (DHG) 1959 varför han använde titeln civilekonom.
Knuten till firma Elof Hansson verkade han i dess verksamhet i Spanien 1960–1961 och i Göteborg 1962–1966. Han var därefter verkställande direktör vid dess verksamheter i Schweiz 1966–1967 och i Göteborg 1968–1969. Lindeblad var finansdirektör vid Esab 1969–1973. Han blev vice verkställande direktör i Ekman & Co AB 1973 och var verkställande direktör där 1974–1979. Han blev ekonomidirektör i Saléninvest AB 1979 och var vice verkställande direktör där 1980–1985. År 1985 blev han vice verkställande direktör vid Walleniusrederierna.
Han blev reservofficer 1955. Han var också en framgångsrik golfspelare som blev svensk mästare i match 1957.

### Familj
Lindeblad gifte sig 1960 med Ingrid Fredrikson (född 1936), dotter till teknologie doktor Robert Fredrikson och Greta, ogift Wall. De fick fyra söner mellan 1961 och 1973, däribland Björn Natthiko Lindeblad (1961–2022).